# Pohjavaara

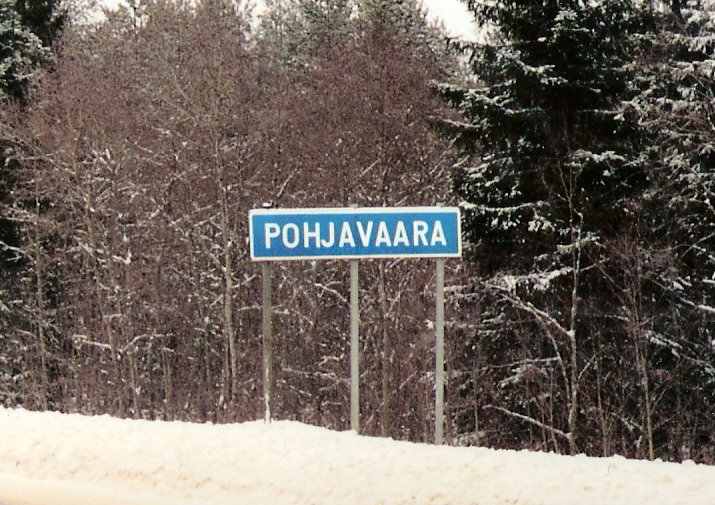
Pohjavaara.

Pohjavaara är en by i Sotkamo kommun i f.d. Uleåborgs län i Finland. I Pohjavaara finns många ekologiska jordbruk.. Pohjavaaras postnummer är 88490